# Krówka szczecinecka
Krówka szczecinecka – cukierek typu krówka, regionalny produkt cukierniczy, charakterystyczny dla powiatu szczecineckiego. 19 stycznia 2016 wpisany na polską listę produktów tradycyjnych.

## Historia i produkcja
Pierwsze działania Cukierniczej Spółdzielni Inwalidów "Słowianka" ze Szczecinka mające na celu wprowadzenie na rynek pomadki mlecznej, czyli krówki, miały miejsce w 1970. Produkcję rozpoczęto w 1971. Produkt sprzedawano nie tylko w Polsce. W latach 1975–1978 krówki szczecineckie eksportowano do Arabii Saudyjskiej, Austrii, Włoch i na Cypr. W drugiej połowie lat 70. XX wieku zakład został rozbudowany. Potem zaczęto wprowadzać odmiany smakowe i mieszanki.

## Charakterystyka produktu
Krówka szczecinecka sprzedawana jest luzem na wagę, w torebkach, workach i pudełkach. Jest to pomada mleczna (niekrystaliczna) o miękkiej i delikatnie ciągnącej się strukturze. Wewnątrz znajduje się plastyczna masa karmelowa. Kształt cukierków jest dosyć regularny, zbliżony do prostopadłościanu o wymiarach: 36 mm x 17-19 mm x 15-17 mm. Waga jednej krówki wynosi około 13 gramów. Barwa jest pastelowa, karmelowa. Smak słodki i karmelowy, a w przypadku odmian charakterystyczny dla użytej masy i dodatków. Cukierek produkowany jest ze składników tradycyjnych i naturalnych.